# Yuna Appermont

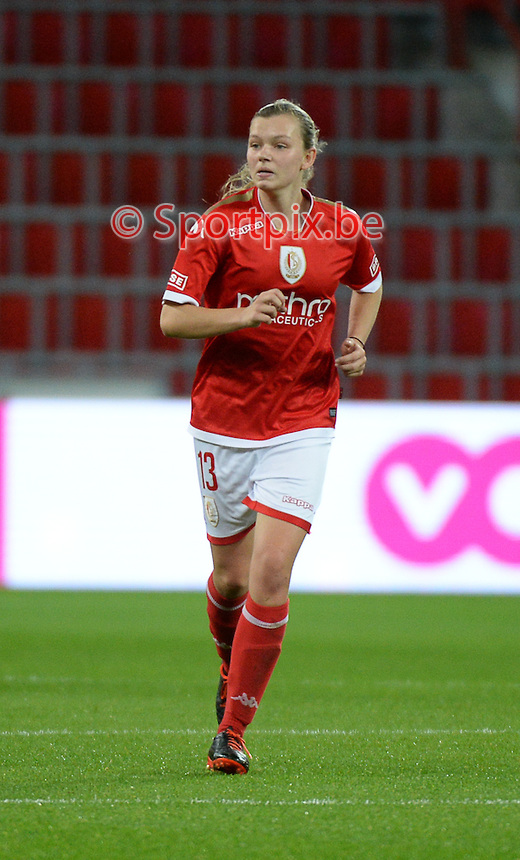

Yuna Appermont est une joueuse de football belge née le 21 janvier 1998.

## Palmarès
- Championne de Belgique (2) : 2016 - 2017
- Championne de Belgique et des Pays-Bas (1): 2015
- Vainqueur de la Coupe de Belgique (1) : 2018

### Bilan
- 4 titres

## Statistiques

### Ligue des Champions
- 2016-2017 : 3 matchs
- 2017-2018 : 3 matchs